# Adropion linzhiensis
Espèce
Synonymes
- Diphascon linzhiensis Li, 2007

Adropion linzhiensis est une espèce de tardigrades de la famille des Hypsibiidae. 

## Distribution
Cette espèce est endémique du Tibet en Chine.

## Étymologie
Son nom d'espèce, composé de linzhi et du suffixe latin -ensis, « qui vit dans, qui habite », lui a été donné en référence au lieu de sa découverte, le xian de Nyingchi parfois transcrit Linzhi.

## Publication originale
- Li, 2007 : A new species and a newly recorded species of tardigrade (Eutardigrada: Hypsibiidae) from China (Asia). Proceedings of the Biological Society of Washington, vol. 120, no 2, p. 189-196.